# Kamenný most v Nerestcích
Kamenný most v Nerestcích je silniční empírový obloukový most převádějící silnici III/00421 přes řeku Skalici na území obce Nerestce v okrese Písek. Most se nachází jihovýchodně od vesnice Dolní Nerestce (část obce Nerestce) a leží na rozhraní katastrálních území Krsice (část obce Čimelice), Dolní a Horní Nerestce. Překlenuje řeku Skalici v severo-jižním směru a umožňuje tak propojení Dolních a Horních Nerestců, zároveň je veden jako kulturní technická památka. Most byl postaven na počátku 19. století jako součást pasovské císařské silnice, kámen uprostřed rozpětí mostu nese vročení 1816. Od roku 1963, kdy byl dokončen železobetonový obloukový most silnice I/4 (Praha–Strakonice) východně od mostu (na povodní straně), ztratil kamenný most dopravní význam a slouží pouze místní dopravě.
V roce 2016 prošla stavba významnou rekonstrukcí, která rapidně zlepšila stav konstrukce. Most má délku téměř 45 metrů, nejdelší rozpětí činí 13,7 metru a šířka mostu se pohybuje kolem 7,5 metru. Na mostě byla původně osazena skupina osmi barokních soch z dílny Jana Karla Hammera, ty jsou však pro svůj špatný stav uloženy v depozitáři v Čimelicích.

## Historie

### Stavba mostu

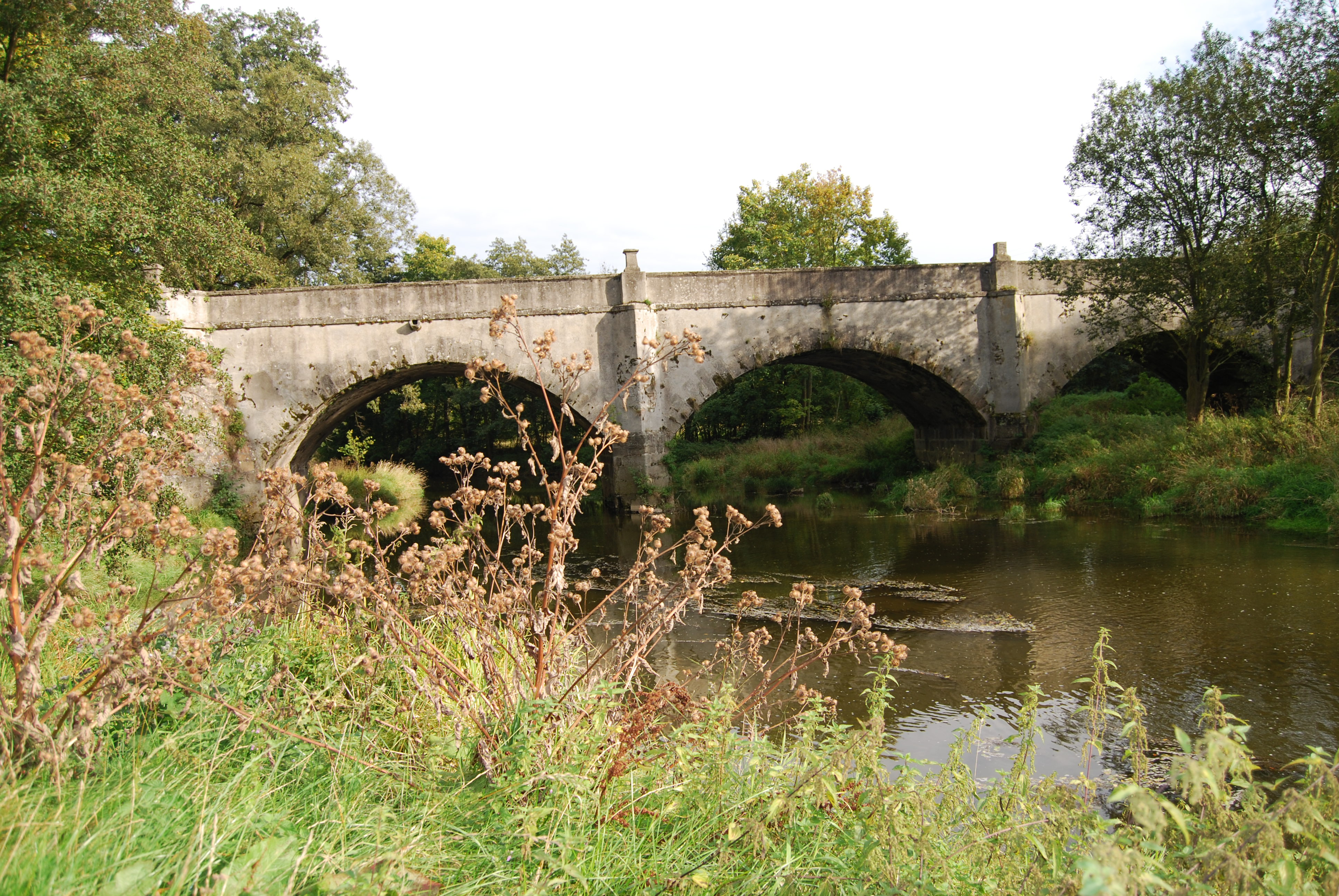
Celkový pohled na most před rekonstrukcí

Most byl postaven na místě staršího mostu na konci napoleonských válek, datum výstavby mostu není přesně známo – nejčastěji se uvádí doba výstavby 1814–1816, někdy ale též 1813–1815. Alexandr Debnar uvádí, že základní kámen byl položen 29. července 1815 a samotná výstavba probíhala v letech 1815–1819, i když uznává dataci kamene na mostě z roku 1816, která koresponduje s dostavbou pasovské silnice v letech 1812–1816. Dochované datace na kameni v zábradlí mostu uvádí rok 1816. Slavnosti při zahájení stavby se údajně zúčastnili císařsko-královský hejtman Prácheňského kraje Jan M. Nussbaumer, majitelka čimelického a tochovického panství Gabriela Vratislavová, řídící úředník orlického panství Fridrich Kittl v zastoupení knížete Karla Schwarzenberga a další úředníci, měšťané a rychtáři. Výstavba mostu si vyžádala náklad ve výši přes 25 000 zlatých. Most se tak stal součástí císařské státní Pasovské silnice (též zvané Zbraslavské či Dobříšské), která byla stavěna od roku 1805 do roku 1830 a v její stopě dodnes vede silnice I/4. Během dokončování úseku císařské silnice v úseku Milín – Nová Hospoda roku 1816 byla u severního náspu postavena mýtnice. Současně byl pro tuto mýtnici vyčleněn mýtný, úředník z obce Dolní Nerestce.
| „                                                                    | Léta Páně 1815 z lásky všeobecné dobré postavili tento most, panský, městský a selský stav kraje práchinského, z vlastního jmění, když náklad vynášel 25 634 zl. vídeňského čísla, v času panování Františka císaře rakouského prvního a spolu krále českého. První kámen založený byl dne 29. července u přítomnosti urozeného pána, p. Jana Nussbaumra, cís. král. hejtmana kraje práchinského, Její Excel. paní p. hraběnky Gabriely z Vratislavi, paní na Tochovicích a Čimelicích, p. Fridricha Kittla, řídícího ouředlníka panství Orlíka, na místě pána a p. téhož panství osvíceného knížete Karla ze Švarcenberka, polního maršálka a vůdce velmi výborného, pak mnohých jiných pánů ouřadníků, měšťanů a rychtářů. Potomku, který tento kámen základu nalezneš, dej slávu věčnosti, v které světy tak dobře jak památky všech národů v nic se rozplynují. | “ |
| — Pamětní list k položení základního kamene vydaný tiskem roku 1815. | |   |

### Dvacáté století

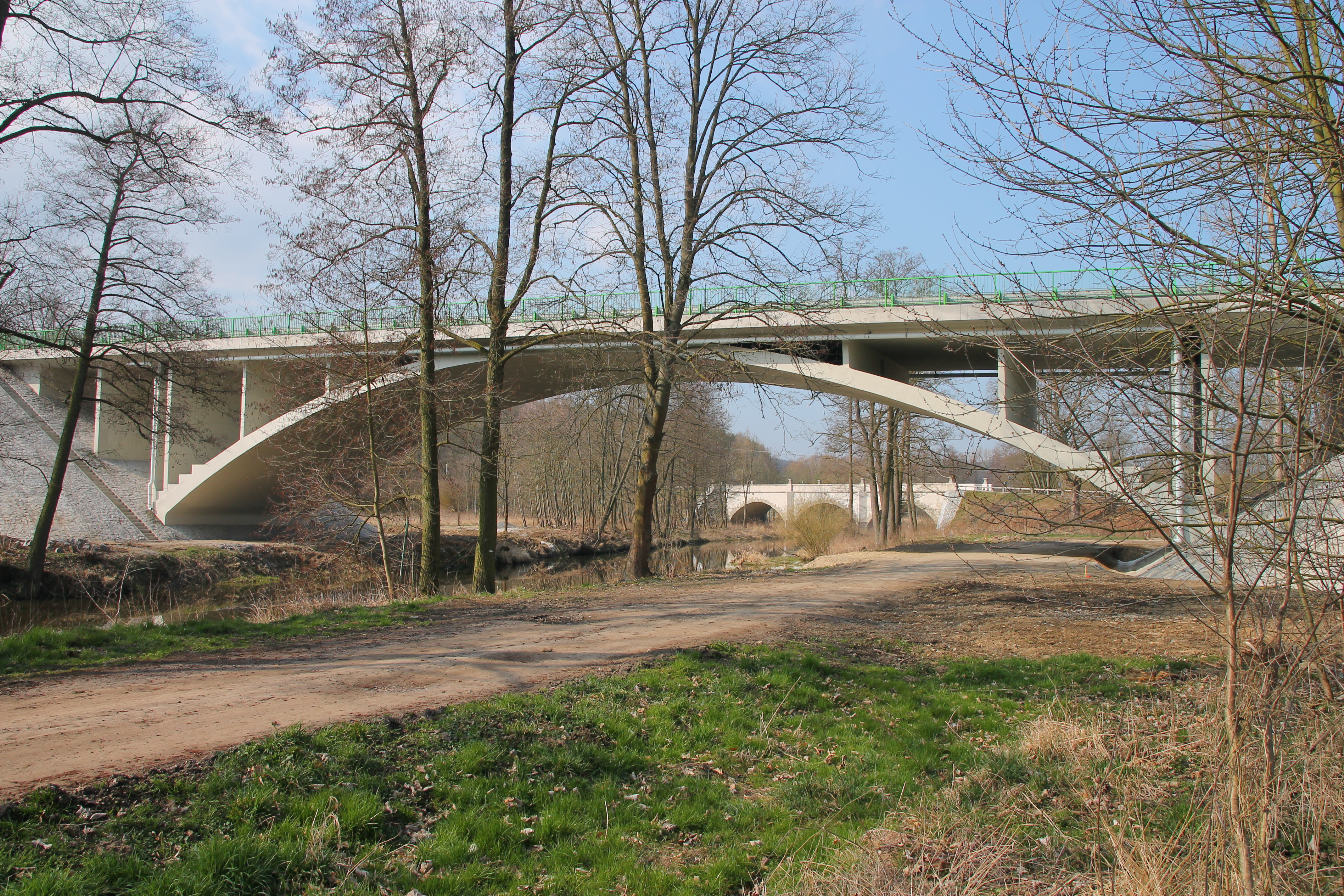
Dvojice mostů přes Skalici

Podle A. Debnara mělo ve dvacátých či třicátých letech 20. století dojít ke svržení barokních soch do koryta řeky, kde se roztříštily. Následně se je podařilo restaurovat a vrátit na původní místo.
Na konci druhé světové války, kdy územím procházely prchající německé jednotky, došlo v okolí mostu ke krvavým přestřelkám. Dne 9. května 1945 na večer chtěla most překonat skupina pěti partyzánů postupujících od jihu, nicméně na mostě se střetli s jednotkou SS postupující od Prahy. Podle svědectví pamětníků jeden z partyzánů zaútočil (střelbou či granátem) na Němce, ti pak skupinu odzbrojili, zajali a poté zastřelili mezi Nerestci a Krsicemi. Jejich těla zapálili v autě a následně přinutili kolemjedoucího mladíka, aby ohořelá těla zakopal. Na místě této tragédie byl po válce vztyčen dřevěný kříž, který později nahradil kamenným pomníkem, jenž byl vklíněn mezi pole a silniční násep, takže je jen těžko přístupný.
V reakci na čin německých vojáků poté několik pozůstalých partyzánů rozpoutalo hon na německé zajatce, které donutili vykopat si hroby a následně je v místě zvaném Krsické struhy postříleli. Další Němci, jež raději volili sebevraždu, byli pohřbeni nerestskými občany pod lipami na předpolí mostu. Když zdejší válečné boje skončily, hrál si poblíž mostu s pohozenými zbraněmi 21letý Miloš Krejčí. Během toho se ale smrtelně zranil a jeho rodiče zde poté na památku svého syna vztyčili litinový křížek.
Po válce, ve druhé polovině 20. století, prošel most necitlivou rekonstrukcí, během níž došlo k náhradě omítek a položení asfaltové vozovky. V roce 1963 ale poklesl jeho dopravní význam, neboť byl otevřen nový most, který se vyhýbal železničnímu přejezdu i protisměrným směrovým obloukům na jižním předpolí mostu a lépe výškově překonal údolí Skalice. Během výstavby nového mostu sloužila budova mýtnice s přístavbou jako prodejna potravin a sklad stavbyvedoucích, řemeslníků a dělníků pracujících na stavbě. V místnostech byla také před odvozem ke zneškodnění pyrotechniky uchovávána munice z druhé světové války, vybagrovaná při hloubení základů mostního oblouku. Krátce po dokončení mostu bylo stavení demolováno a stavební materiál prodán místním občanům.

### Rekonstrukce v21.století

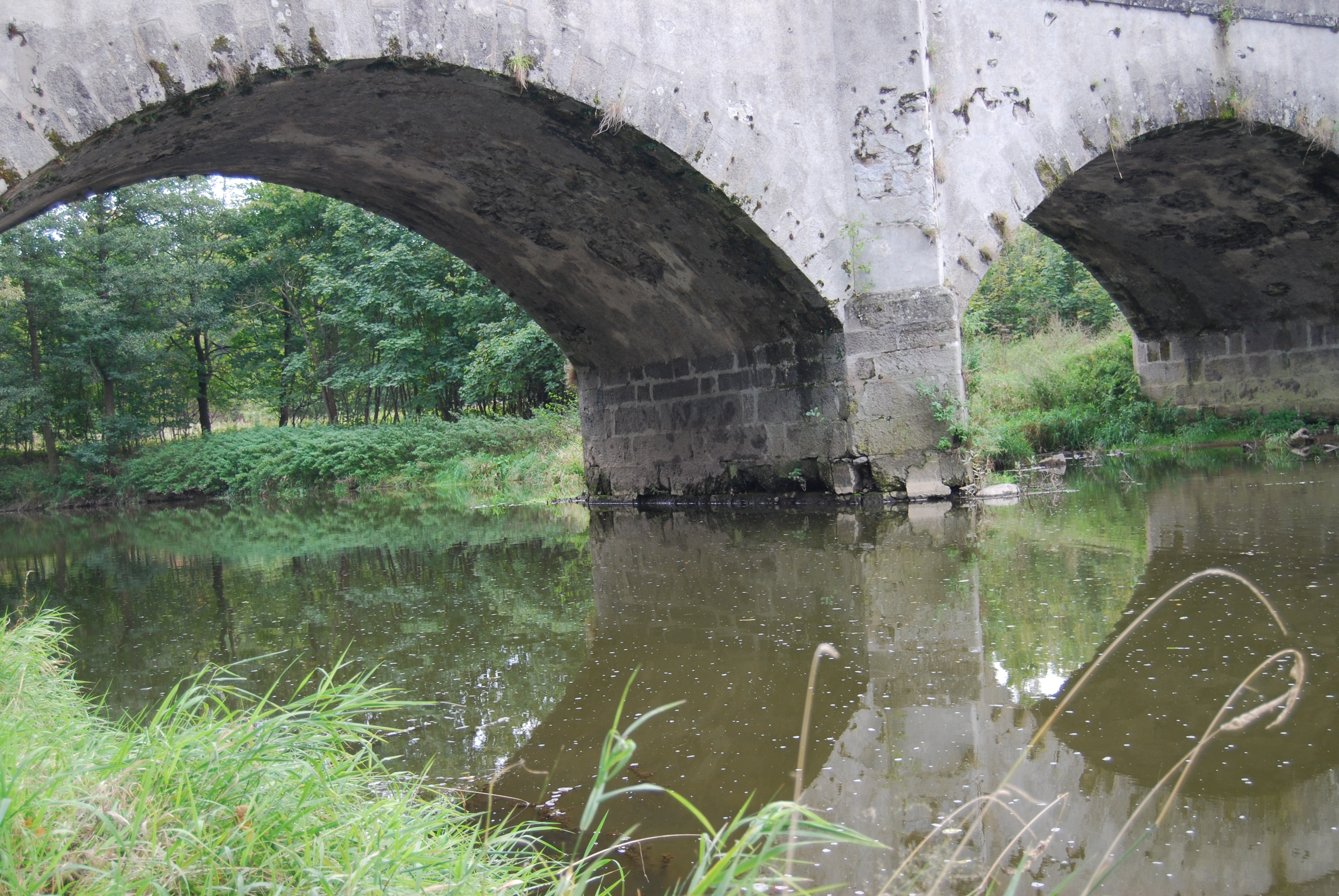
Detail kleneb před rekonstrukcí

V období od května do října roku 2016 prošel celý most rekonstrukcí, kterou realizovala českobudějovická stavební společnost Edikt, stavbyvedoucím byl Martin Tůma, podle smlouvy o dílo byla cena zakázky 14,324 milionu Kč včetně DPH. Zadavatelem byl provozovatel mostu, Jihočeský kraj, dokumentaci pro rekonstrukci vyprojektoval Martin Řehulka ze společnosti PRIS Brno v září 2014. Původně mělo k rekonstrukci dojít už roku 2015, ale v ten rok nebyly na opravu mostu vyčleněny peníze z krajského rozpočtu a zpoždění stavebního povolení. Původně nebyl znám majitel mostu, nakonec se ukázalo, že patří Jihočeskému kraji. Rekonstrukce byla nutná z důvodu zatékání do konstrukce, podemletí jednoho z pilířů, nevyhovujícímu stavu památkově chráněného objektu a také jako příprava objízdné komunikace během dostavby dálnice D4. Stav nosné konstrukce z hlediska statiky však byl vcelku dobrý.
Během rekonstrukce došlo k návratu k původnímu vzhledu stavby a současné úpravě funkčních prvků dle platných norem. Kromě nové přesypávky, roznášecí desky, izolace a vozovky byly použity dobové materiály. Došlo k očištění mostu a zdiva od nevhodných cementových omítek, odtěžení naplavenin, provedení výkopů za opěrami, odstranění přesypávky, zesílení spodní stavby, provedení nové přesypávky a izolace vany, betonáži roznášecí desky a položení nové dlážděné izolované vozovky při zachování volné šířky 6,05 m. Kamenné zdivo bylo očištěno tlakovou vodou, injektováno, přespárováno, přezděno, byla na něm doplněna omítka (trassová vápenná malta); pilíře byly ochráněny kamenným záhozem, u spodní stavby byly dále zesíleny klenby, zesíleno bylo i založení a zřízena byla i drenáž. U mostu došlo k odstranění novodobých kamenných patníků, historický kamenný patník u mostu byl přesunut. Kvůli strmým a vysokým svahům okolo mostu byla zřízena nová dřevoocelová svodidla. Na mostě byly při prohlídkách před rekonstrukcí zaznamenány místy poruchy statického původu, nalezená náletová vegetace byla odstraněna. Závěrem bylo provedeno dosypání násypů, ohumusování a zatravnění.
Ačkoliv byl pro rekonstrukci nařízen pyrotechnický průzkum mostu i okolní řeky, žádná nebezpečná munice se nenašla.
Součástí projektu rekonstrukce nebyl návrat kopií pískovcových soch.

## Poloha

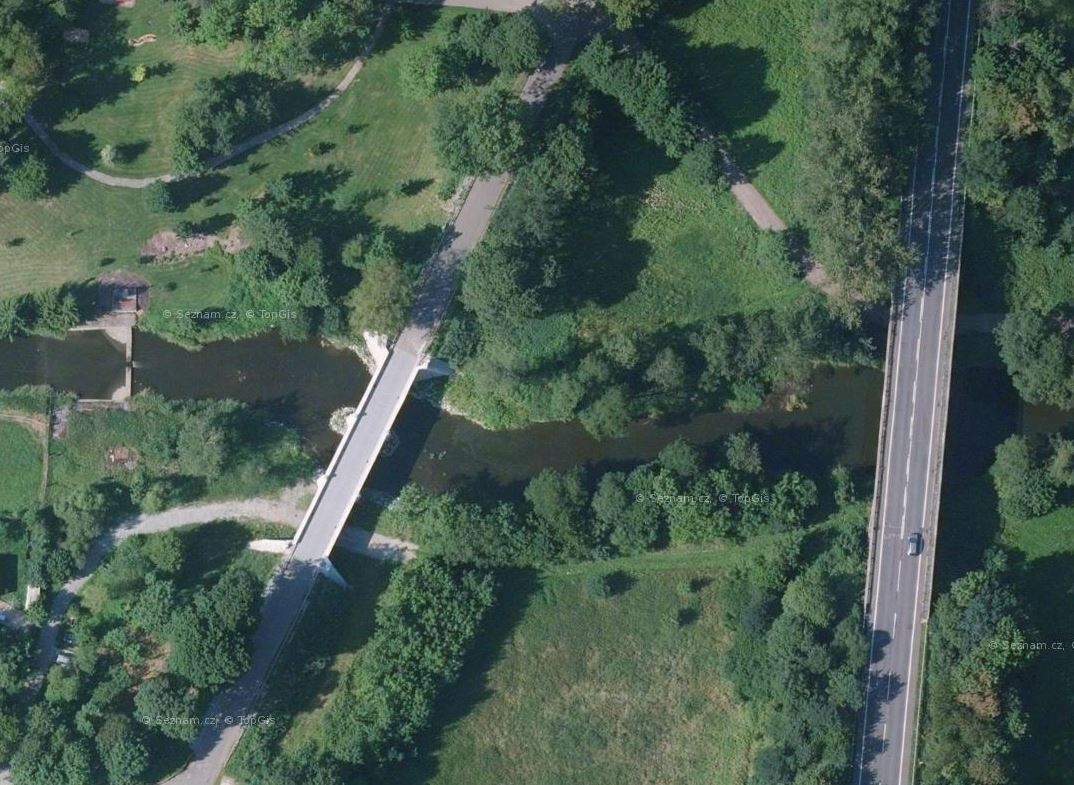
Letecký pohled na oba mosty u Nerestců – vlevo empírový most, vpravo nový most silnice I/4 (2017, Mapy.cz)

Most se nachází jihovýchodně od vesnice Dolní Nerestce (část obce Nerestce) a leží na rozhraní katastrálních území Krsice (část obce Čimelice), Dolní a Horní Nerestce. Překlenuje řeku Skalici v severo-jižním směru a umožňuje tak propojení Dolních a Horních Nerestců. Mostovka leží v nadmořské výšce 426 m n. m. Jižně od mostu se nachází železniční přejezd přes trať Zdice–Protivín.

## Popis

### Celkový popis

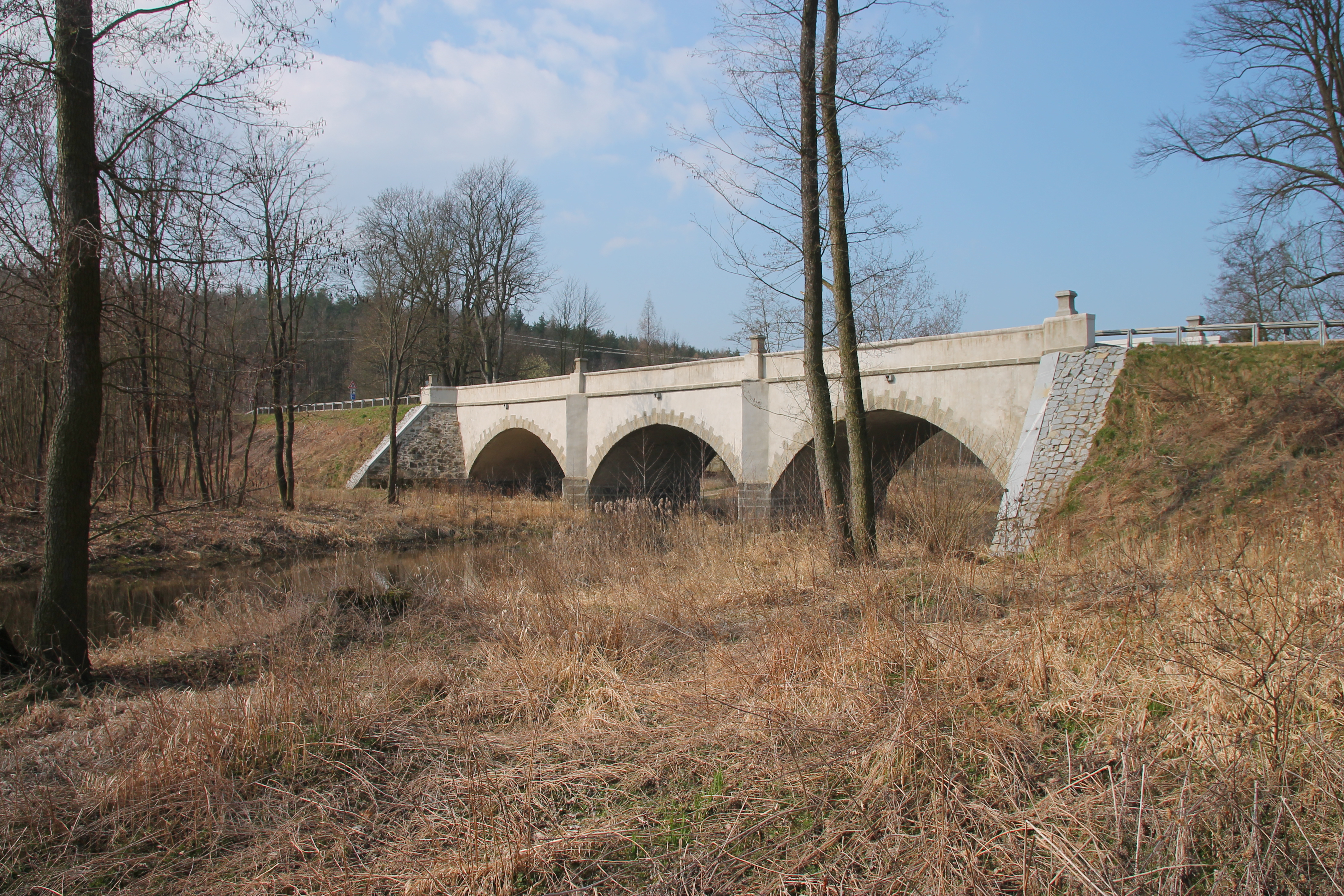
Pohled na most

Most je definován jako silniční obloukový nepohyblivý trvalý most s horní mostovkou a přesypanými klenbami. Křížení s překážkou, kterou je řeka Skalice, je kolmé, stejně tak je kolmé i uspořádání nosné konstrukce stavby. Most má tři oblouky odpovídající třem polím, je směrově přímý a od severu na jih stoupá v sklonu 0,7 % (během rekonstrukce došlo k vyrovnání stoupání).
Délka mostu i nosné konstrukce jsou shodné, a sice 44,8 m, přičemž délka přemostění činí 37,8 m. Rozpětí jednotlivých polí činí 13,68 + 13,28 + 13,68 m, valená klenba každého ze tří oblouků má světlost přibližně 11,3 m. Celková šířka mostu se pohybuje v rozmezí 7,26–7,66 m, šířka nosné konstrukce pak v rozmezí 7,16–7,56 m. Na mostě je volná šířka 6,06 m, z toho vozovka zabírá šířku 5,5 m a jízdní pruh v každém směru činí 2,4 m. Zbývající část volné šířky vyplňují odvodňovací proužky o šířce 0,35 m na každé straně a dále odrazné pruhy o šířce 0,28 m spolu se zděným zábradlím. Kvůli poloze v extravilánu není na mostě zřízen chodník. Vozovka má střechovitý sklon o příčném sklonu 2,5 % a na obou koncích mostu na ni navazuje silnice kategorijní šířky S 6,5. Její trasa od severu směrem k mostu stoupá o 4,7 %, před mostem se stoupání láme do 0,7 % a přechod je vyrovnán zakružovacím obloukem o poloměru 200 m. Na mostě je uvažována návrhová rychlost 30 km/h.
Stavební výška mostu je kvůli tvaru klenby proměnná, minimální hodnota je 1,64 m, konstrukční výška je též proměnná s minimální hodnotou 1,45 m; volná výška pod mostem je v bodě křížení 5,48 m a most má v ose koryta řeky Skalice celkovou výšku 7,44 m. Na mostě není omezena volná výška, uspořádání mostu je otevřené. Plocha nosné konstrukce činí 325,25 m². Most má evidenční číslo 00421-1.

### Stavební prvky

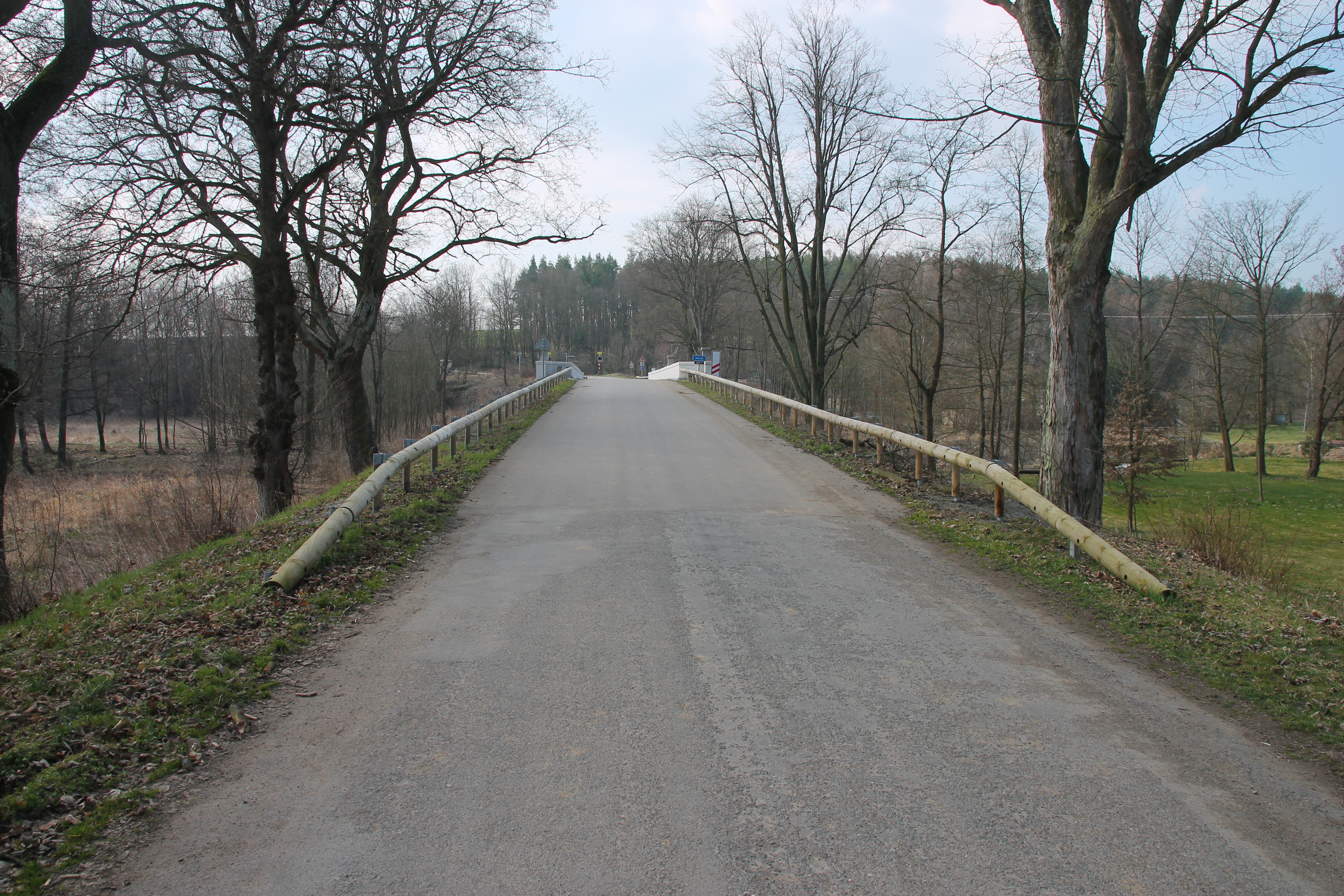
Pohled od severu

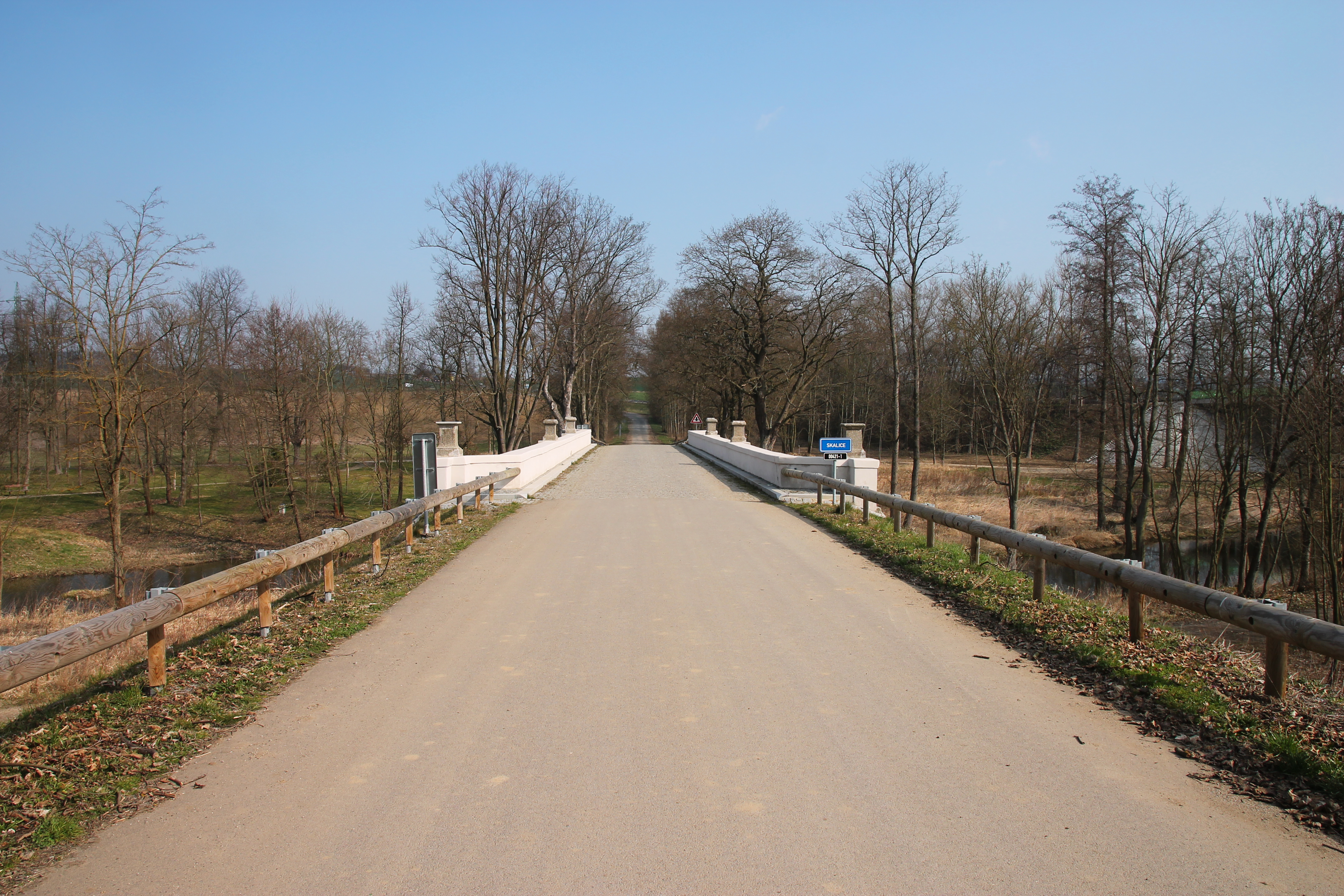
Pohled od jihu

#### Spodní stavba a založení
Založení mostu je u obou pilířů i obou opěr zesíleno pomocí šestice tyčových mikropilot délky 6 m s roztečemi 0,9 m. Tyče mikropilot mají průměr 40 mm a neslouží pro přenesení zatížení, ale pro injektáž podloží.
Pilíře mostu jsou masivní stěnové tloušťky 1,9 m, pod patou oblouku jsou zděné z kamenných kvádrů. Pilíře jsou založeny v říčním korytu, během rekonstrukce v  21. století došlo ke zpevnění základového prahu betonem C 25/30 XC2, na něm se nachází zához z kamenů, jehož horní povrch leží 20 cm nad hladinou (419,6 m n. m.), šířka této lavičky je 0,75 m, výška záhozu činí 1,0 m. Šířka pilířů v patě 9,15 m přesahuje obrys klenby, nad patou klenby tak vystupují do návodní i povodní strany půdorysně trojúhelníkové zahrocené břitové opěrné pilířky, které jsou završeny rozšířením zábradelních zídek pro umístění kamenných podstavců soch.
Opěry i křídla jsou pod patou oblouku zděny z kamenných žulových kvádrů a jsou v patě nadbetonovány betonem C 25/30 XF2. Na něm jsou zřízeny vrubové klouby pro umístění kyvných železobetonových stěn tloušťky 0,5 m z betonu C 30/37 XF2. Mezi stěnou a zásypem klenby se nachází dilatační spára šířky 20 mm. Na horním povrchu stěny je osazen opět vrubový kloub, na nějž nasedá deska mostovky. Na vnitřní straně stěny je aplikována izolační stěrka, vnější strana je chráněna pásovou izolací, která je navíc v místě vrubových kloubů zdvojena. Za rubem opěr se nachází rubová drenáž s průměrem 150 mm, která je obsypána štěrkodrtí na podkladním betonu C 8/10 X0 tloušťky 150 mm – na něj přesahuje hydroizolace z rubu opěry. Vlastní rubová drenáž ústí ve zpevněném svahu. Nad ní se nachází vrstva mezerovitého betonu C 12/15 X0, zásypy opěry ze zemin jsou hutněné maximálně po 300 mm. Betonářská výztuž prvků spodní stavby je B 500B, krytí výztuže cnom = 50 mm. Zdivo dolní části opěr a pilířů je zesíleno helikální nerezovou výztuží (kleštinami), ty jsou vlepeny do vývrtů.
Svahová křídla mají na všech stranách proměnnou výšku a jsou mírně odkloněna (15°) od líce opěr.

#### Nosná konstrukce

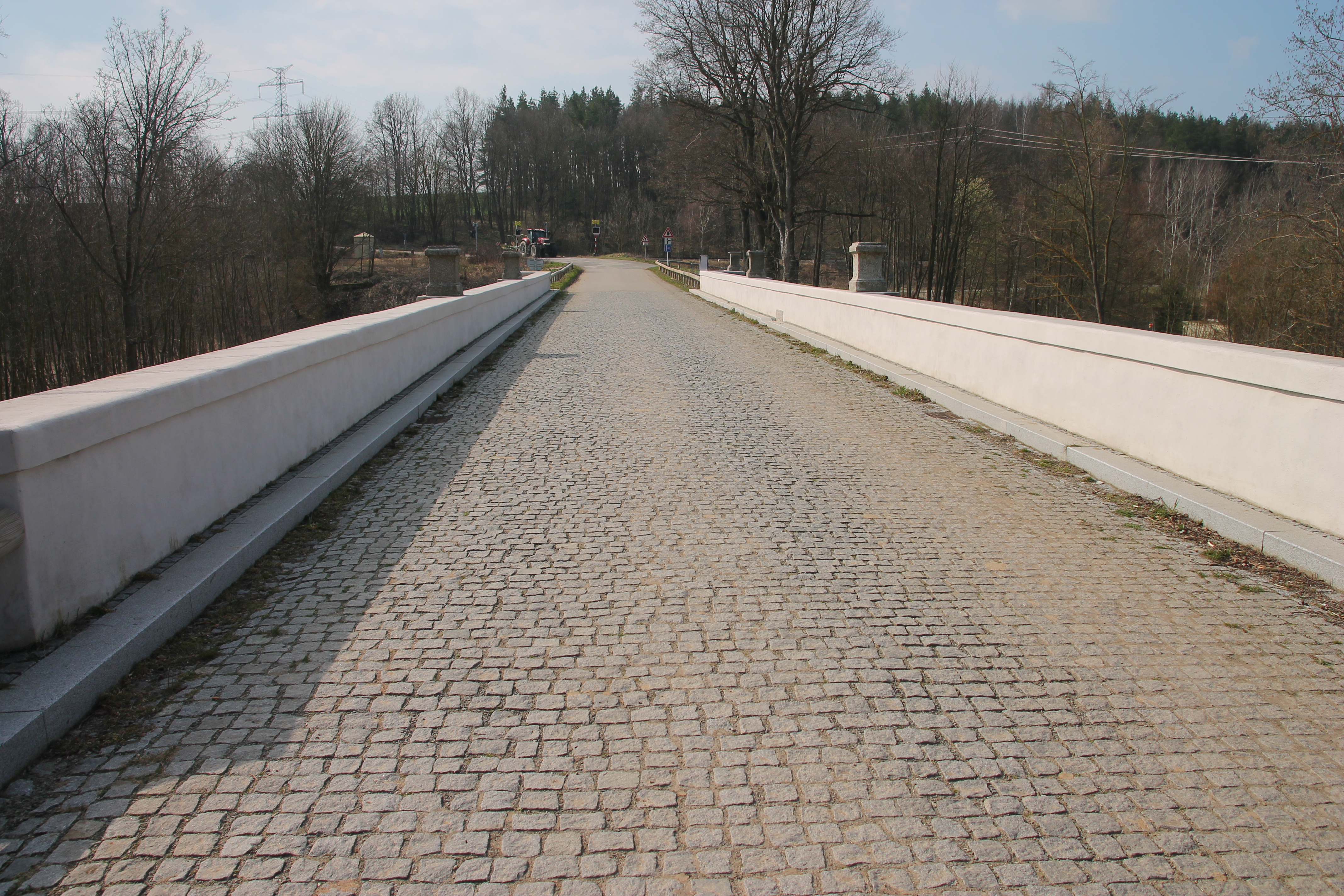
Mostovka

Oblouky jsou zhotoveny z přírodního neopracovaného kamene (divoké zdivo), krajové obvodové části oblouků jsou tvořeny žulovými formátovanými nárožními kvádry. Plochy oblouků jsou zaklenuty snosovým kamenem z okolních lesů a polí v kombinaci s neformátovaným lomovým kamenem.
Po rekonstrukci je klenba oblouků samonosná, dopravní zatížení přenáší nová železobetonová desková mostovka z betonu třídy C 30/37 XF2 o tloušťce 450 mm v ose mostu a 388 mm v krajním úžlabí. Deska je vyztužena betonářskou výztuží B 500B a leží na vrstvě podkladního betonu tloušťky 100 mm. Nosná konstrukce je spojena na celé šířce vrubovými klouby s kyvnými stojkami (deskami) spodní stavby. Od poprsních zídek je nosná konstrukce oddělena dilatační spárou šířky 20 mm, nicméně je s těmito zídkami propojena pomocí trnů s povrchovou ochranou ⌀25 mm délky 0,8 m rozmístěnými po 0,5 m. Horní povrch nosné konstrukce kopíruje povrch komunikace i její sklon, jen na stranách jsou zřízeny protispády: pod levou římsou 4 %, pod pravou římsou 2 %. V nosné konstrukci jsou též umístěny hrnce odvodňovačů o rozměrech 0,5×0,3 m. Tyto litinové odvodňovače mají boční vývod, trubky DN 100 vedou do kamenných chrličů, v nich je horní polovina trubek uříznuta tak, aby působily dojmem rýny.
| poloha        | líc                        | směr                       | profil (mm)                | rozteč (mm)                |
| ------------- | -------------------------- | -------------------------- | -------------------------- | -------------------------- |
| v poli        | horní                      | podélně                    | R16                        | 200                        |
| v poli        | horní                      | příčně                     | R14                        | 200                        |
| v poli        | dolní                      | podélně                    | R25                        | 200                        |
| v poli        | dolní                      | příčně                     | R14                        | 200                        |
| nad podporou  | horní                      | podélně                    | R25                        | 100                        |
| nad podporou  | horní                      | příčně                     | R14                        | 200                        |
| nad podporou  | dolní                      | podélně                    | R16                        | 200                        |
| nad podporou  | dolní                      | příčně                     | R14                        | 200                        |
| krytí výztuže | cnom = 50 mm, cmin = 40 mm | cnom = 50 mm, cmin = 40 mm | cnom = 50 mm, cmin = 40 mm | cnom = 50 mm, cmin = 40 mm |

#### Mostní vybavení a příslušenství

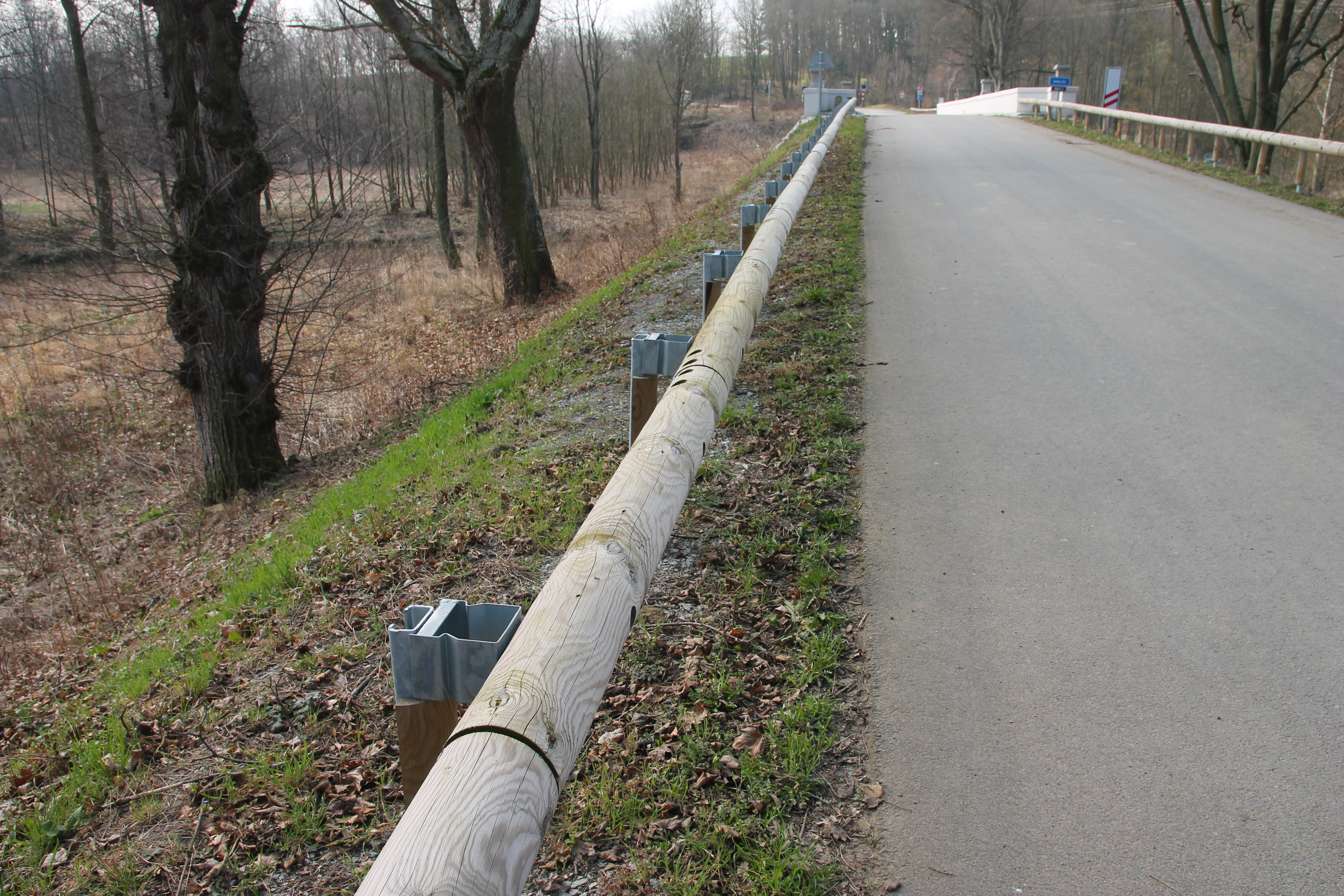
Dřevoocelová svodidla

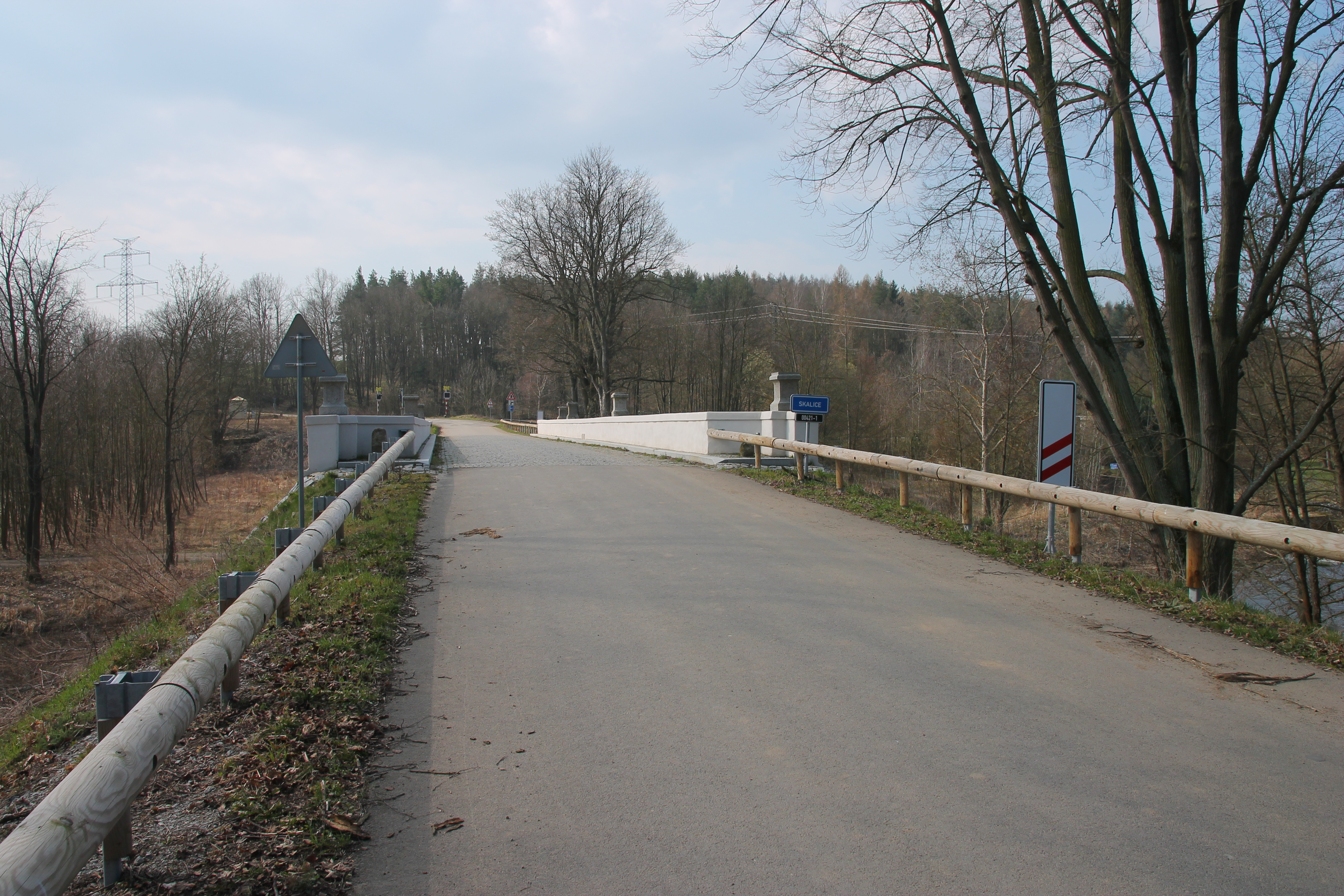
Pohled od severu

Zábradlí je tvořeno zděnou plnou zábradelní zídkou šířky 0,6 m a minimální výšky 0,95 m ze smíšeného zdiva (polní a lomový kámen, cihly). Původně bylo na horním povrchu kryto masivní betonovou deskou, kterou ale během rekonstrukce nahradily nové opracované kamenné desky tloušťky 150 mm a šířky 600 mm (nad pilíři v místě uložení podstavců soch rozšířeny až na 850 mm). Vlastní zábradlí přesahují o 50 mm vně a 30 mm uvnitř. Na vnější straně zídky se v úrovni vozovky nachází vyložená průběžná neomítnutá kamenná římsa, která byla během rekonstrukce sanována a doplněna. Na vnitřní straně se v omítce nachází fabion, v němž je ukončena hydroizolace a toto ukončení je překryto kovovým páskem v úrovni dlažby. Na zábradlí je patrné označení letopočtu, a sice na levé straně je umístěn původní plastický obdélník s letopočtem 1816, nový je zhotoven obdobně. Zábradelní zídky jsou na obou koncích mostu zalomené a navazují na ně po obou stranách pokračující komunikace dřevoocelová svodidla úrovně zadržení N2.
Mezi okrajem vozovky a zábradelními zídkami jsou zřízeny zvýšené odrazné pruhy tvořené kamenným obrubníkem z kvádrů o průřezu 200/250 mm, obruby mají výšku 150 mm a jsou umístěny do drenážního plastbetonu. Tyto obruby jsou doplněny dlažbou z drobných mozaikových kostek do štěrkodrti. Jelikož se na začátku i konci mostu nachází půdorysné rozšíření, je prostor zadláždění v těchto místech větší.
Na vnitřní straně vany mostu tvořené poprsními zídkami a horními líci kleneb je nanesena stěrková izolace. Na horním povrchu mostovkové desky chráněném pečetící vrstvou je zhotovena hydroizolace z natavených asfaltových izolačních pásů (NAIP), na níž pak leží dvě vrstvy geotextilie. Všechny vnější plochy kromě žulových povrchů (podhledy, poprsní zídky, křídla, zábradelní zídky) jsou omítnuté měkčími trassovými vápennými omítkami barvy lomené bílé, které nahradily velmi tvrdé cementové omítky, jež způsobovaly poruchy povrchů.

#### Vozovka

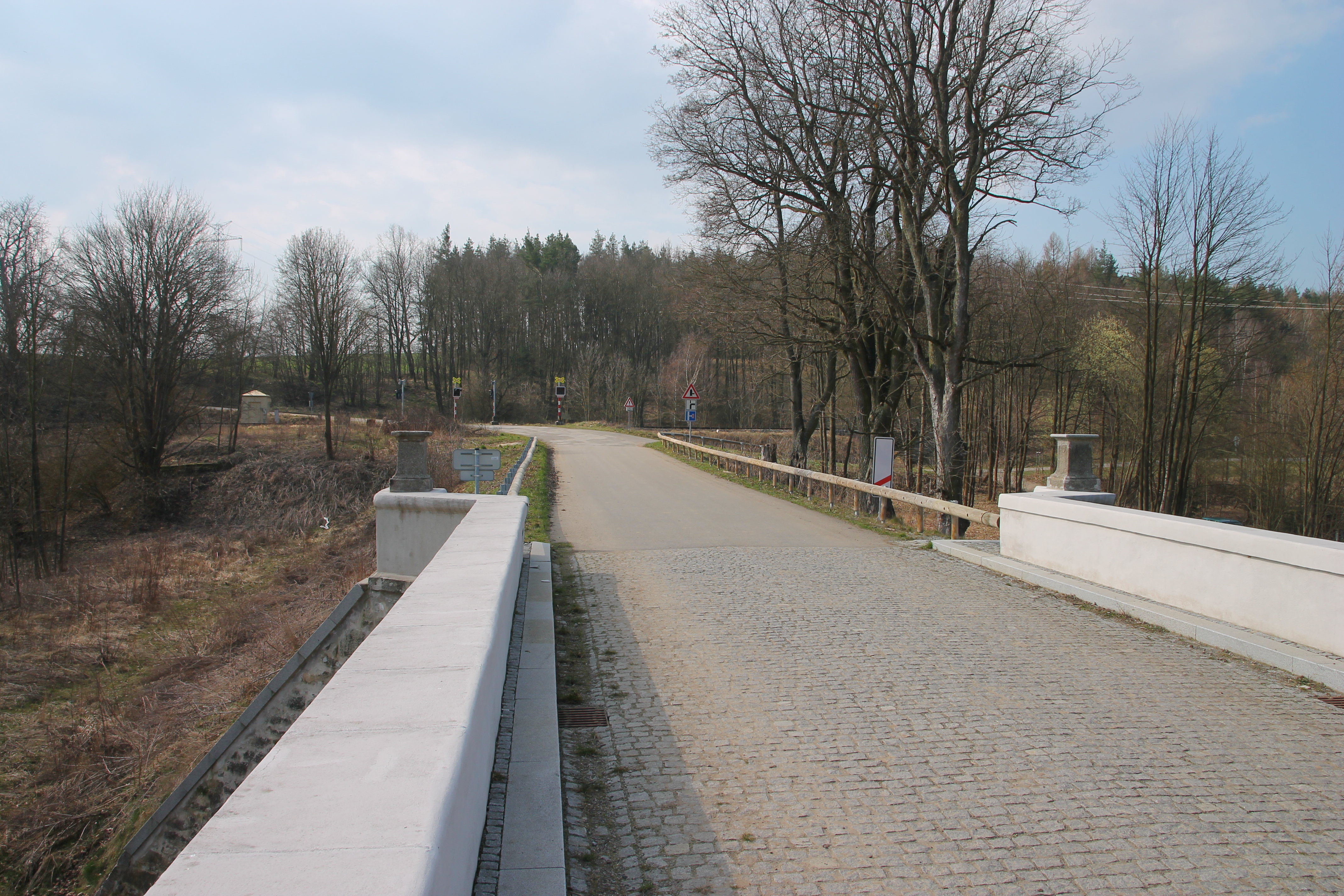
Jižní předpolí

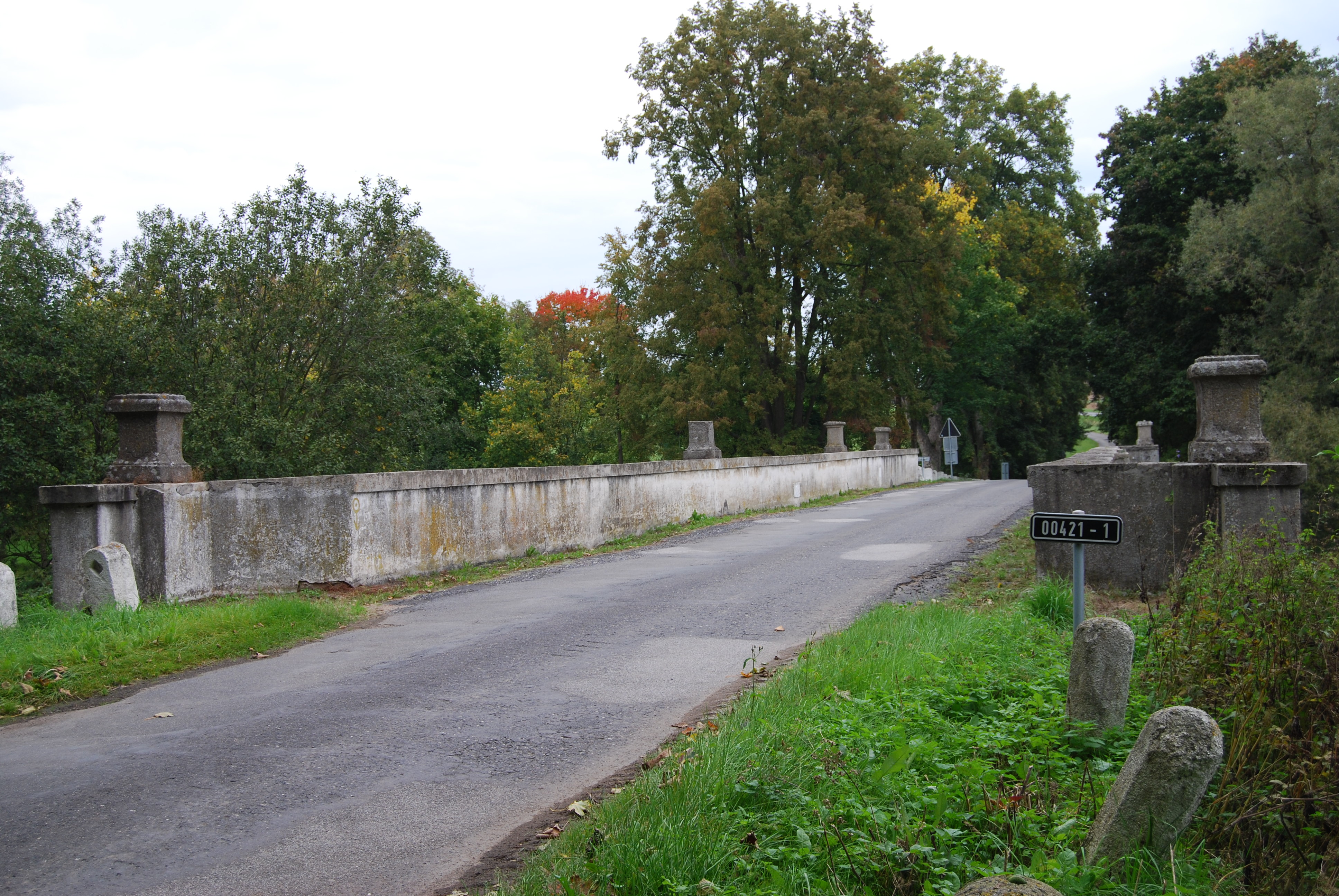
Most od severu před rekonstrukcí

Vozovka na mostovce původně tvořila dlažba, kterou později nahradil asfaltový povrch, pod nímž se ale stále nacházela dlážděná vozovka z neopracovaných kamenů. Ze stejného materiálu byly zhotoveny i odvodňovací žlaby ústící do chrličů ve vrcholech všech kleneb. Asfaltová vozovka byla nahrazena během rekonstrukce dlažbou. Dlážděná vozovka se skládá z žulových kostek o velikosti 80–120 mm, které jsou dlážděny do lože ze štěrkodrti o tloušťce 30–70 mm. Pod touto vrstvou se nachází ochrana izolace z mastixového asfaltu tloušťky 35 mm. Na obou stranách vozovky jsou osazeny žlábky pro odvodnění o šířce 350 mm. Před a za mostem na dlažbu navazují asfaltobetonové vozovky.
Na mostě se nenacházejí mostní závěry, neboť pro dilataci postačí spáry dlažby na předpolí mostu.

#### Stálé zařízení
V opěrách mostu se nacházely dodatečně vybudované tři kapsy stálého zařízení ke zničení mostu ve správě ministerstva obrany, ty byly během rekonstrukce zrušeny, pouze jeden otvor byl ponechán pro uložení schránky s dobovými dokumenty.

### Okolí mostu
V okolí mostu se nacházejí neupravené plochy zarostlé stromy a keři, na levém břehu na návodní straně leží udržovaný lesopark, vytvořený v roce 2010. Řeka Skalice se v okolí mostu rozšiřuje, vede dvěma mostními otvory, pilíře mostu jsou proti působení tekoucí vody chráněny těžkým kamenným záhozem, dno řeky je neupravené – během rekonstrukce však došlo k odstranění naplavenin. Jeden oblouk (nejjižnější) je inundační a přechází pouze přes říční nivu, toto pole bylo během rekonstrukce vyčištěno a zatravněno.
Na předpolí mostu je 1 m široký pás na kraji svahu náspu silnice až ke svahovým křídlům obložen lomovým kamenem tloušťky 200 mm do podkladního betonu tloušťky 150 mm. Do tohoto obložení ústí rubová drenáž.
V prostoru mostu se nenacházejí žádné inženýrské sítě.

### Zatížitelnost
Po rekonstrukci byla stanovena zatížitelnost mostu podle ČSN 73 6222 následovně: zatížitelnost normální je 36,5 t, výhradní 62,3 t, výjimečná 211 t; maximální zatížitelnost na nápravu činí 23,4 t.

## Sochy

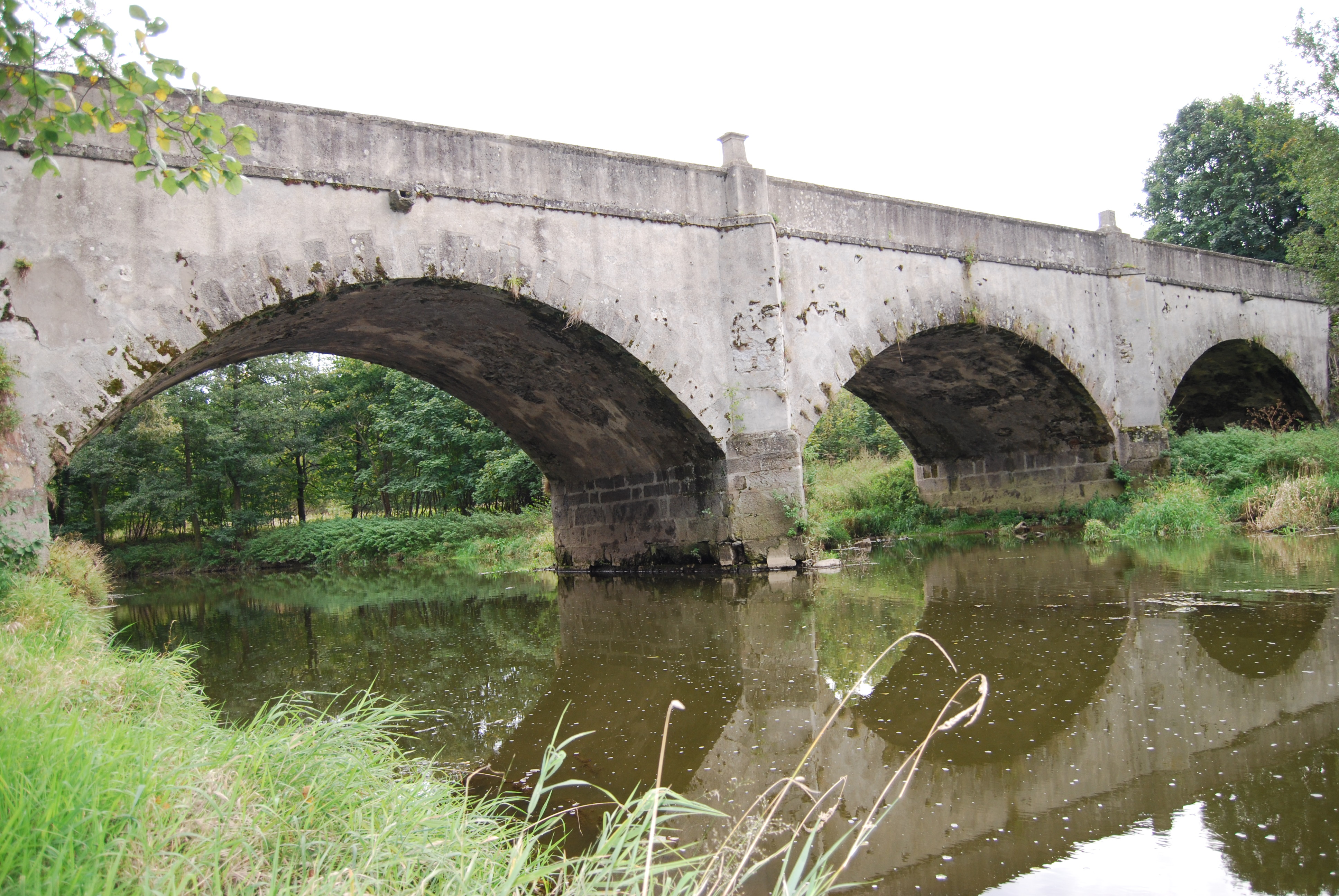
Most před rekonstrukcí

Most byl vyzdoben osmi barokními sochami Jana Karla Hammera. Projektová dokumentace uvádí, že většina soch je z hutě J. Hammera. Sochy byly vyrobeny z tvrdého (hrubozrnného) pískovce v téměř životní velikosti. Starší literatura (Soupis památek) uvádí, že se jedná o „žulové sochy na pilířích připomínají dílnu kameníka Hamra a jeho bratří nebo synů“. Z formálního i ikonografického hlediska se jedná o nejednotný soubor soch. V 60. letech 20. století byla proto přijímána domněnka, že se kvůli stylové rozmanitosti a rozdílnému formálnímu pojetí plastik jedná o sochy různých autorů různého časového zařazení, na základě formální analýzy a srovnání však došlo k připsání všech soch J. K. Hammerovi.
Sochy jsou starší než most, pocházejí z první poloviny 18. století (sám Hammer zemřel kolem roku 1760), datace vzniku je odhadována do 40.–50. let 18. století, slohově nejstarší (vrcholně barokní) z nich je sv. Barbora, nejmladší je rokoková socha sv. Jana Nepomuckého; na most byly pravděpodobně přeneseny sochy z různých míst, ale není přesně známo odkud. Prameny, které by dokumentovaly detaily o vzniku soch – jejich autora, donátora, dobu, místo a okolnosti vzniku – neexistují, všechny informace o sochách tak vycházejí z analýzy jich samotných. Na počátku 19. století došlo na Čimelicku ke stavebním a krajinářským úpravám, v rámci kterých docházelo k přesunu barokních plastik a některé z nich se tak octly na nerestském mostě.
Všechny sochy však trpěly prostředím a poškodilo je i napouštění umělými pryskyřicemi v rámci četných oprav v 60. letech 20. století, které způsobovaly rozsáhlou degradaci povrchu, která postupovala do větších hloubek a ohrožovala tak soudržnost soch a následný opad povrchové krusty – někdy o mocnosti až 2 cm. Proto byly v roce 1985 převezeny do čimelického depozitáře v areálu ČSZ (zemědělského družstva) s odůvodněním nedostatku peněz na zhotovení kopií (betonových výdusků). Depozitář je veřejnosti nepřístupný, celkem se v něm nachází 32 Hammerových soch.
Sochy byly na mostě umístěny v pravidelných intervalech po obou stranách na podstavcích z opracované žuly, dva podstavce (na pilířích na návodní straně – vpravo) se do rekonstrukce nedochovaly. Během rekonstrukce byly odborně zrestaurovány a chybějící podstavce byly doplněny. Na mostě se tedy nyní nachází 8 podstavců, nicméně bez soch. Očekává se, že by po nutné opravě mohly být sochy veřejně umístěny (např. v obecní síni), na most by se měly vrátit jejich kopie.

### Zobrazení světců

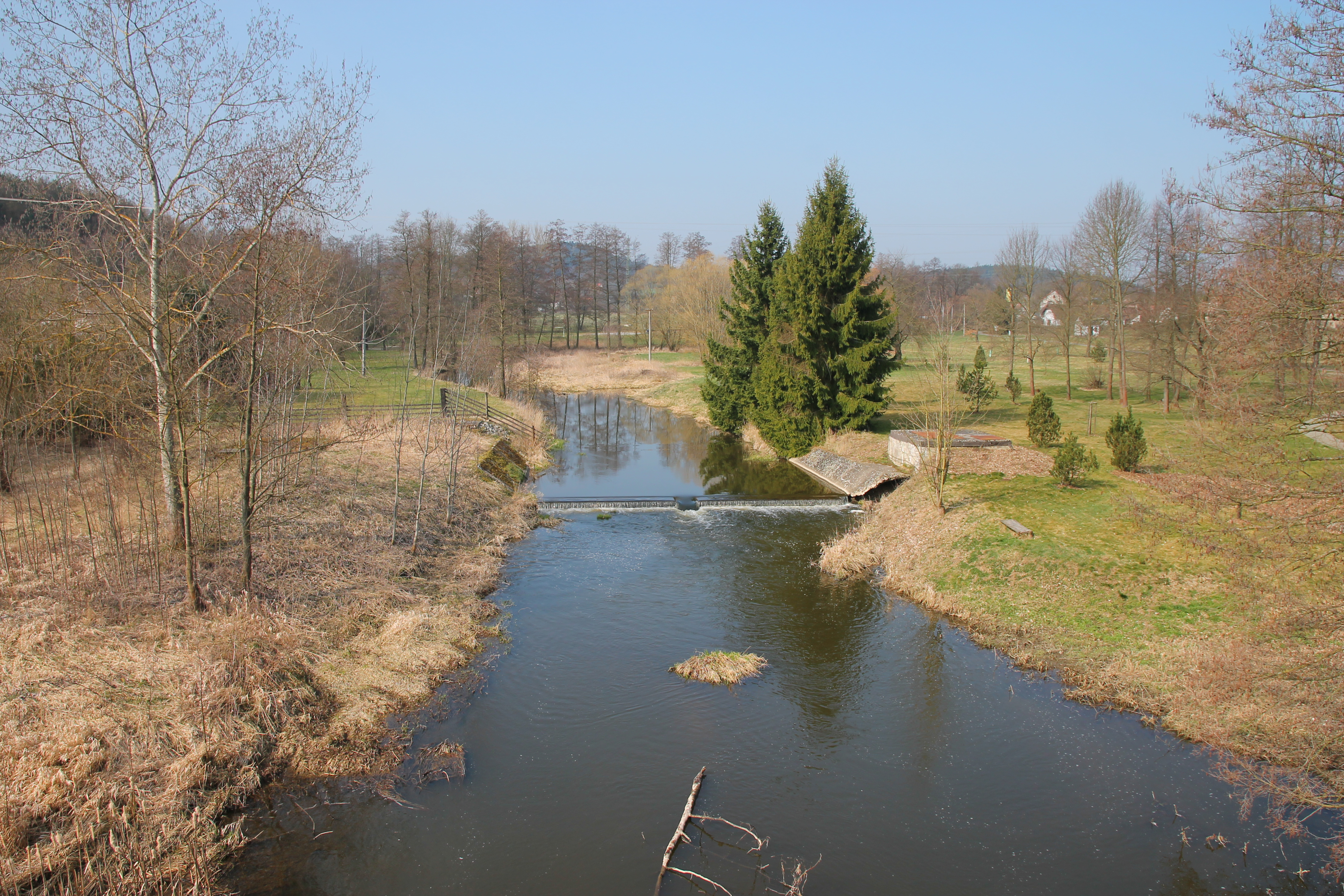
Pohled z mostu proti proudu

I vzhledem k pokročilé degradaci materiálu je u části soch obtížné určit, jaké světce mají přesně zobrazovat.
U třech soch se shodují všechny zdroje (Památkový katalog, projektová dokumentace pro rekonstrukci vycházející z podkladů NPÚ, Alexandr Debnar a Terezie Šiková v diplomové práci), jedná se o sochy:
- sv. Víta
- sv. Jana Nepomuckého
- sv. Zikmunda

Jednu sochu označuje PK za sv. Simeona, A. Debnar a T. Šiková ji považují za sv. Josefa. U další sochy je převažující shoda na tom, že se jedná o sv. Jiljí, i když T. Šiková připouští, že by se mohlo jednat i o sv. Prokopa či sv. Ivana – k této variantě se přiklání vzhledem k rozkvětu kultu tohoto světce v baroku. U sochy, která je všeobecně považována za sv. Václava, tuto teorii Šiková nepřijímá a označuje sochu za jiného svatého krále – Karla Velikého. Stejně tak nepanuje shoda na předloze sochy jediné světice – nejčastěji se hovoří o sv. Barboře či sv. Maří Magdaléně, ačkoliv byla zřídka považována i za sv. Kateřinu.
U poslední sochy uvádí T. Šiková, že se bezpečně jedná o sv. Šebestiána, tuto teorii dokládá popisem sochy zobrazujícího muže opírající se o torzo kmene, což je jeden z typických atributů tohoto světce. Ostatní zdroje místo něj uvádějí sv. Barboru – ta nemohla být jistě zaměněna za sv. Šebestiána, nicméně vzhledem k nejasnostem ohledně identifikace sochy jediné světice se mohlo jednat o duplikaci údaje. Z méně obvyklých záměn jmenuje Šiková záměnu soch „králů“ (sv. Václava a sv. Zikmunda) za sv. Vojtěcha či sv. Floriána, v souboru soch je též v Soupisu památek uveden sv. Prokop. Kronikář sousedních Horosedel též mylně označil sochy za antická božstva.
Sochy sv. Jiljí, sv. Jana Nepomuckého, sv. Barbory / sv. Maří Magdalény, sv. Šebestiána a sv. Josefa / sv. Simeona jsou s jistotou dílem J. K. Hammera. U těchto soch je shodná obličejová typika (vystouplé lícní kosti, propadlé tváře) a podobné ztvárnění drapérie. Sochy králů a sv. Víta jsou podsaditější než ostatní, odlišný figurální kánon těchto soch je dán faktem, že jde o vladaře s antikizujícím oděvem. Socha sv. Zikmunda má obličejovou typiku první skupiny, obličeje sv. Víta a sv. Václava však vykazují nebarokní typiku, což je dáno spíše pozdějšími necitlivými restaurátorskými zásahy. Socha sv. Šebestiána odkazuje k antickým motivům sochy Meleagra ze sbírky Vincenza Giustinianiho. Všechny sochy připomínají též tvorbu Lazara Widemanna.

### Rozmístění soch

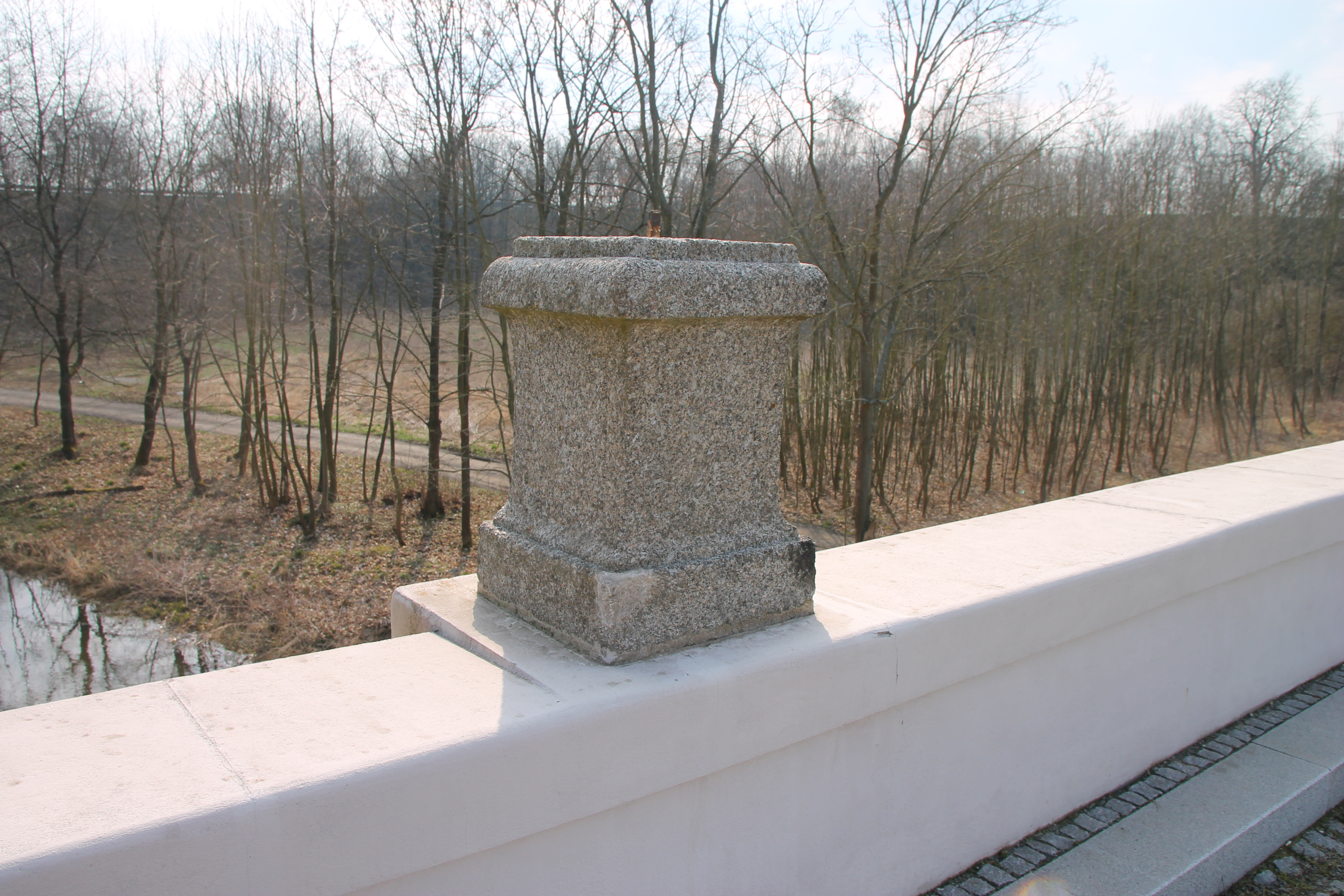
Podstavec pro sochu

Podle Šikové byly sochy jednotlivých světců na mostě rozmístěny v tomto pořadí:
- na povodní straně mostu ve směru od Písku do Prahy: 1. sv. Josef / sv. Simeon, 2. socha krále, 3. socha krále, 4. sv. Jan Nepomucký
- na návodní straně mostu ve směru od Prahy do Písku: 1. sv. Barbora / sv. Maří Magdaléna, 2. sv. Vít, 3. sv. Šebestián, 4. sv. Jiljí / sv. Ivan

### Socha sv. Barbory / sv. Maří Magdalény
Socha světice, která má přes tělo šikmo přehozené biblické roucho a v ruce drží kalich bez hostie je ztotožňována se sv. Barborou či sv. Maří Magdalénou, druhou variantu upřednostňuje ve své práci Šiková, kvůli chybějícím atributům typickým pro sv. Barboru. Socha stojí na pravé noze, levá noha je předsunutá dopředu a do strany. Horní polovina těla se natáčí doleva a předklání se nad odlehčenou nohu. Světice drží v levé pozdvižené ruce kalich, pravá ruka přidržuje na hrudi jeden z cípů drapérie. Socha má kulatou tvář a dlouhé vlasy vyčesané z obličeje a svázané na temeni. Několik pramenů vlasů tvoří na spáncích lokny, jeden pramen se odděluje a spočívá na rameni pravé ruky. Hlava je zvrácená a hledí směrem k nebi, ústa má pootevřena. Světice je oblečená do jednoduchých dlouhých šatů, které jsou v pase přepásány a mají shrnuté rukávy, drapérie pak v různých směrech obepíná tělo. Suknici člení dlouhé svislé záhyby. Tvar a modelace vzdouvající se drapérie odpovídá dílu J. K. Hammera. Největší poškození je patrné na drapérii, která byla původně promodelována ostrohrannými řasami.

### Socha sv. Víta
Socha sv. Víta zobrazuje světce v kontrapostu – levá noha je zatížená, pravá je odlehčená. Obě světcovy paže poklesle odstávají od těla, v levé ruce sv. Vít drží palmovou ratolest, listy se podobají ohnivým jazykům, v pravé ruce má knihu, kterou si tiskne k tělu, na knize sedí kohout, což je typický atribut sv. Víta. Socha má širokou chlapeckou tvář, dlouhé vlasy a oči daleko od sebe, toto pojetí odpovídá typice jednoho z králů. Světec má na hlavě knížecí čepice dokládající patricijský původ, je oblečen v krátkou suknici nad kolena a dlouhý plášť, jehož vrchní část je přehozená přes záda a obě paže. Cípy pláště jsou sepjaté na hrudi a mírně se rozevírají. Kolem obou rukou se obtáčí lem pláště, vpravo spadá drapérie dolů, na levém boku se drapérie tvořená cípem pláště vzdouvá kolem předloktí a tvoří tam kapsu. Okraj pláště je přetažen před tělo a je upevněn pod knihou, nařasený lem pláště pak spadá v esovité linii k zemi. Nejvíce je na soše poškozen nos, hlava kohouta a chodidlo pravé nohy.

### Socha sv. Šebestiána
Socha sv. Šebestiána je zpracována jako mužský akt, světec se opírá pravým bokem o torzo kmene stromu, jeho váha spočívá na levé noze, pravá je před ni křížem předsunuta. Obě paže sochy spočívají za zády na pahýlu stromu, horní polovina těla i hlava na dlouhém krku se od pahýlu odklání doleva. Postava světce je celá nahá, jen drapérie spadající přes nadloktí pravé paže zakrývá intimní partie. Nohy sochy jsou naznačeny spíše schematicky, břicho světce je vypouklé, svalstvo působí ochable a uprostřed hrudi se nachází otvor, ve kterém byl původně zasazen šíp (světcův atribut připomínající mučednickou smrt). Sv. Šebestián má na hlavě prameny vlasů splývající na záda, podle dokumentace z 60. let 20. století byl obličej popisován s nízkým čelem, výrazným nosem a mírně zešikmenýma očima, které hledí k nebi. Figura stojí na pravoúhlém plintu. Zpracování drapérie odpovídá dílům J. K. Hammera, autorství není možné určit dle obličejové typiky. Jedná se o nejvíce poškozenou sochu z celého souboru, povrch je na mnoha místech opadaný a socha kompletně postrádá modelaci obličeje.

### Socha sv. Jiljí / sv. Ivana
Socha sv. Jiljí zobrazuje vousatého starého muže v řeholním šatu s laní po boku a s jednoduchým křížem příčně zastrčeným za cingulem. Toto cingulum dvakrát převazuje řeholní roucho. Socha je dopředu natočena pravým bokem, levá polovina těla je upozaděna, k tomu se hlava natáčí mírně vpravo. Levá ruka spočívá v pozadí na pahýlu stromu, pravá ruka leží na hlavě laně, která se tiskne ke světcovu boku a vzhlíží k němu. Tvář sochy je zarostlá rozevlátým plnovousem, sv. Jiljí se sklání k lani, jeho oči jsou zavřené a ústa pootevřená. Socha má krátký plášť s kapucí přes hlavu, cípy kapuce se rozevírají na prsou a sahají až do úrovně pasu. Suknice je členěná od pasu dolů ostrými záhyby. U plastiky vykazuje nepoměr velikost těla a hlavy laně, pro baroko je však typické právě takové ztvárnění zvířecích atributů. Drapérie i obličejová typika vykazuje podobnost s další tvorbou J. K. Hammera, zejména se sochou sv. Jiljí z Čimelic. Šiková se přiklání k názoru, že se jedná o sochu sv. Ivan, českého poustevníka, jehož kult byl v baroku velice populární.

### Socha sv. Jana Nepomuckého
Tato socha zobrazuje sv. Jana Nepomuckého jako patrona zpovědníků – muže středního věku s krátkým plnovousem a krátkými zvlněnými vlasy. Muž je oděný v šat kanovníka s biretem. Světec drží palmovou ratolest blanitého vzhledu v pravé ruce, levá ruka je vztyčena před ústy a naznačuje mlčení – neprozrazení zpovědního tajemství. Světec je v mírném předklonu, váha sochy spočívá na levé noze, pravá noha je nakročená, u sochy je neobvyklá typika tváře – úzký obličej, špičatý nos a drobné, vysoko položené zešikmené oči, z profilu je obličej promáčknutý s vystupující bradou. Jan Nepomucký je oblečen v dlouhé klerice, rochetě s krajkovaným lemem a almuce, rozvlněná draperie působí dojmem, jako by byl oděv rozhýbán větrem. Krk sochy obepínají pozůstatky pláštíku, kromě něj jsou nejvýraznější poškození sochy patrná v obličeji. Figura stojí na pravoúhlém plintu, figura je ve srovnání s ostatními sochami proporčně odlišná – je vyšší a křehčí, což ukazuje na její rokokový původ.

### Socha sv. Václava
Socha sv. Václava zobrazuje světce v plátové zbroji oděného do dlouhého pláště sahajícího na zem, který v levé ruce drží sféru (vladařské jablko). Podle tradičního výkladu je tak socha ztotožňována se sv. Václavem, nicméně přítomnost typických královských insignií (koruna a vladařské jablko) a nepřítomnost svatováclavského štítu a praporce hovoří proti této teorii. Šiková sochu označuje za sv. Karla Velikého. Světec ztvárněný sochou má širší tvář, delší vlasy, mohutný knír a bradku. Figura stojí na nerovném terénu, váhu sochy nese pravá noha, zatímco vytočená levá noha stojí pokrčená na terénním výstupku. Pravá ruka krále je založená v bok, levá drží velké jablko a přitom jej opírá o stehno levé nohy. Plášť, který je na zádech členěn záhyby, je sepnut na prsou sponou, původně se na hrudi sochy nacházel i řetěz. Levý cíp pláště zakrývá paži, dále je obtočený kolem zápěstí a jablka a jeho konec je přehozen přes nakročenou nohu. Záhyby pláště tvoří drapérii kolem nohou.

### Socha sv. Zikmunda
Socha sv. Zikmunda v mírně podživotní velikosti zobrazuje svatého krále s pravou nohou nakročenou dopředu, levou nohu má král v koleni ohnutou. Horní polovina těla i hlava jsou natočeny doprava, zatímco pravá ruka je zdvihnutá, levá drží u boku vladařské jablko. Obličej světce má propadlé tváře, vysunutou bradu, dlouhý plnovous a delší vlnité vlasy až na ramena, na hlavě nese knížecí čepici. Král má na své hrudi pancíř, kolem krku soše visí řetěz s medailonem, plášť na hrudi původně spínaly knoflíky. Lemovaná suknice svatého krále končí nad koleny, na nohou má obuv do půlky lýtek a na odhalených částech nohou vystupuje výrazná muskulatura. Drapérii tvoří dlouhý plášť přehozený přes ramena a paže, cíp pláště končí pod pozdviženou pravou rukou; na břiše tvoří drapérie mísovitý záhyb, na levém boku je podchycena jablkem. Tato socha je odlišná od dalších soch J. K. Hammera, liší se tělesnými proporcemi, podsaditou postavou a nepoměrně velkou hlavou. Největší poškození sochy se projevuje na prakticky vymizelých plastických motivech na pancíři a medailonu, povrchová modelace je celkově degradovaná.

### Socha sv. Josefa / sv. Simeona
Jedná se o sochu staršího muže držícího v náručí malé nahé dítě. Některé zdroje (Šiková, Debnar) uvádějí, že se jedná o sv. Josefa, jiné (PK, PD), že jde o sv. Simeona. Váha těla je nesena pravou nohou, levá noha je odlehčená a vytočená mírně do strany, pod levým chodidlem je umístěn pravoúhlý výplňový blok mezi chodidlem a terénem. Stařecká tvář sochy má zdůrazněné lícní kosti a zešikmené oči – připomíná sochy trojičního sloupu v Čimelicích, zejména sv. Petra. Světec se dívá na dítě v náručí, dítě kope nohama a tahá světce za vous. Oděv sochy se skládá ze dvou vrstev, spodní tunika končí pod koleny a svrchní plášť tvoří drapérii obtáčející se kolem těla. Ten je přehozen přes obě paže, po zádech splývá volně k zemi a na pravém boku má výrazný záhyb, který tvoří mísovitou prohlubeň pro dětské tělo. Typika tváře sochy odpovídá dílu J. K. Hammera. Největší ztráty materiálu postihly sochu v oblasti styku světcových rukou a dítěte.

## Stav mostu
Stav mostu je klasifikován na sedmistupňové škále podle ČSN 73 6221 v kategorii I – Bezvadný stav, před rekonstrukcí byl jeho stav označován v kategorii IV – Uspokojivý stav.

## Provoz

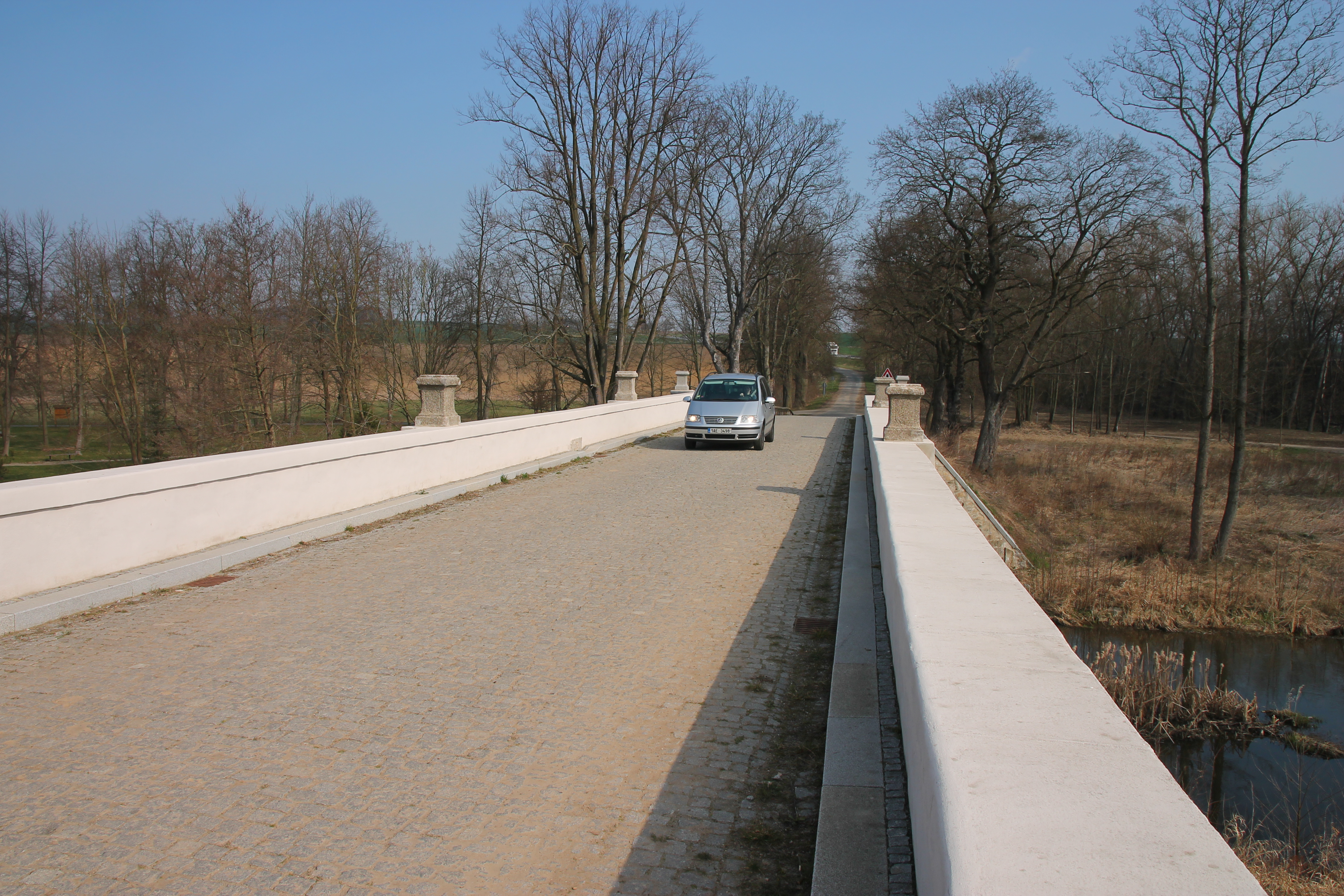
Automobil na mostě

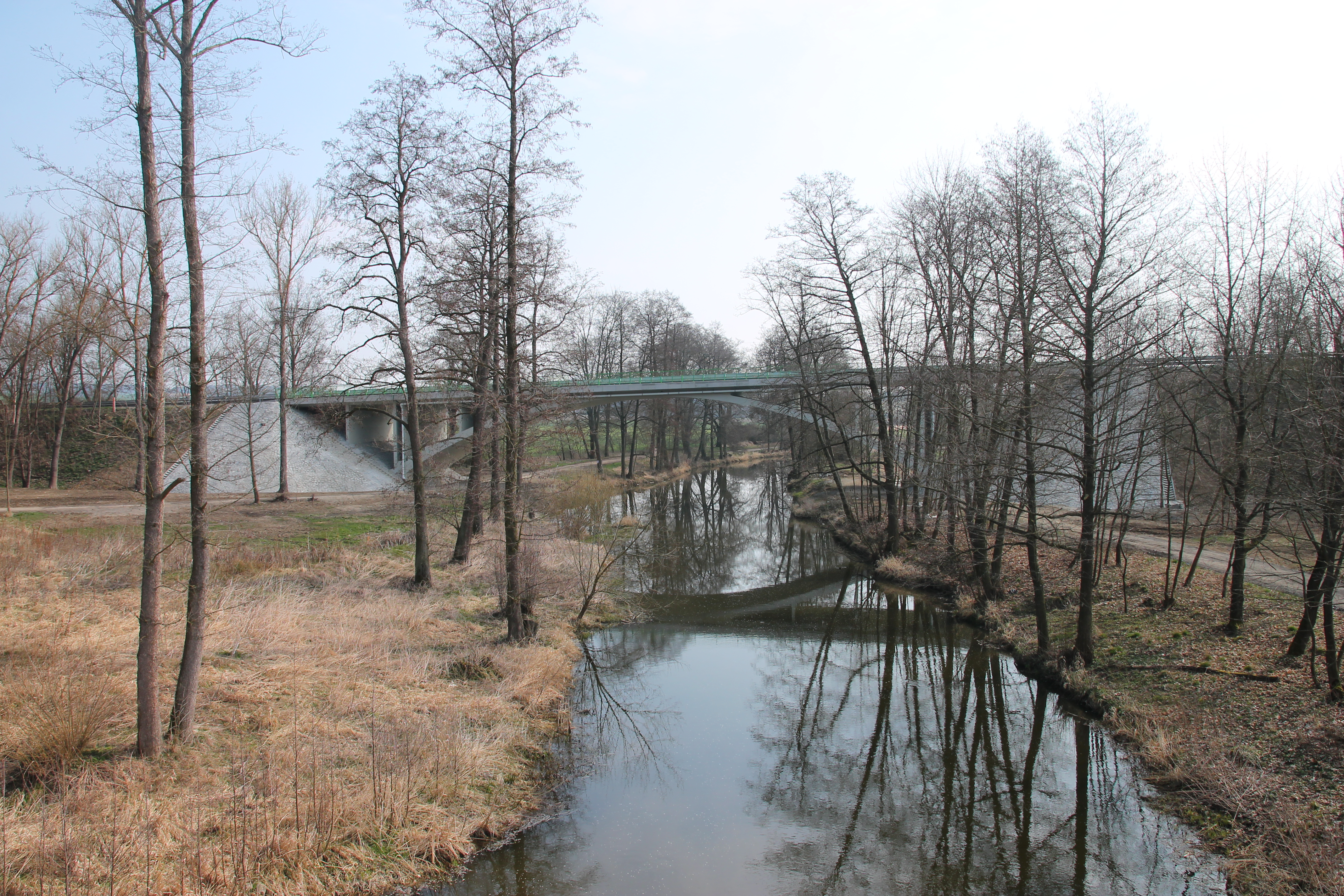
Pohled z mostu po proudu – v zachycených místech by měl v budoucnosti stát dálniční most

Provoz na mostě je zanedbatelný, neboť po výstavbě mostu č. 4-031 na hlavní silnici I/4 v roce 1963 došlo k převedení provozu na nový železobetonový most a původní most tak má pouze lokální dopravní význam. Nicméně během rekonstrukce mostu na hlavní silnici v roce 2019 byla na most převedena veškerá osobní doprava ze silnice I/4, i když jen pouze ve směru do Prahy.

## Odraz v kultuře
Na nerestském mostě se natáčely různé filmy, například Ohnivé léto z roku 1939 režírované Františkem Čápem a Václavem Krškou nebo Trápení z roku 1961 natočené Karlem Kachyňou s Jorgou Kotrbovou v hlavní roli.

## Budoucnost
Od roku 2021, kdy došlo k zahájení výstavby dálnice D4 v úseku Čimelice–Mirotice, je mezi starým kamenným mostem a novým mostem silnice I/4 budován přes Skalici i most dálniční.